# 泰雷姆基站
泰雷姆基站（羅馬化：Teremky,  （ⓘ））是基輔地鐵奧博隆-特列姆基線的一個車站，開通於2013年11月6日。特列姆基站是奧博隆-泰雷姆基線最南端的車站，站名取自泰雷姆基地區。

## 外部連結
- Photos of the station （页面存档备份，存于） by UNIAN